# SMILE ON SUNDAY
『SMILE ON SUNDAY』（スマイル・オン・サンデー）は、2013年10月6日から2017年9月24日までJ-WAVEで放送されていたラジオ番組。
「笑顔になれるみんなの日曜日を演出する」というコンセプトのもと、番組とリスナーが休日の過ごし方をシェアしながら、音楽・話題・ゲストとのトークなどを送る。

## 放送時間
- 日曜 9:00 - 13:00（日本標準時）

## ナビゲーター

### 番組本編担当
- 宮本絢子（2013年10月 - 2014年9月） - 産休取得に伴い番組を卒業。
- リアド慈英蘭（2014年10月 - 2015年3月）
- レイチェル・チャン（2015年4月 - 2017年9月）

### コーナー担当
- シトウレイ（2013年10月 - 2015年3月、「TOKYO-GRAPH」担当）
- 秋元梢（2015年4月 - 2017年9月、「TOKYO DISTRICT」担当）

## コーナー

### 番組終了時のコーナー
- 9:20頃 THERMOS SMILE LABO
  - 「笑顔になれる日曜日の過ごし方」をテーマにお出かけスポットなどを紹介。
- 10:10頃 SOUNDS GOOD
  - 様々なジャンルからゲストを招き、笑顔になれる秘訣や音楽などを披露してもらうトークコーナー。BMWがスポンサーに付いていた頃には、「BMW i SOUNDS GOOD」と題して行われていた[1]。
- 11:10頃 DIANA Shoes ON FASHION
  - ファッション関連のトピックスを紹介。
- 11:40頃 - 12:30頃 CHINTAI TOKYO DISTRICT
  - 秋元梢がナビゲート。様々ジャンルからゲストを招き、自分のルーツとなった街や生き方などをうかがう。
- 12:40頃 - JALPAK YOUR FAVORITE RESORT
  - 音楽とショートストーリーによる、現地を旅行した気分になれるような雰囲気を作る旅行ガイドコーナー。